# (21735) Nissaschmidt
(21735) Nissaschmidt (1999 RV146) – planetoida z pasa głównego asteroid okrążająca Słońce w ciągu 3,61 lat w średniej odległości 2,35 j.a. Odkryta 9 września 1999 roku.